# Marie-Luise Scherer
Pour les articles homonymes, voir Scherer.
Marie-Luise Scherer, née à Sarrebruck le 15 octobre 1938 et morte le 17 décembre 2022, est une journaliste et écrivain allemande.

## Biographie
Elle obtient le prix Heinrich Mann en 2011.

## Œuvres traduites en français
- L’Accordéoniste [« Der Akkordeonspieler »], trad. d’Anne Weber, Arles, France, Actes Sud, coll. « Lettres allemandes », 2010, 154 p.  (ISBN 978-2-7427-8935-1)
- Les Chiens du rideau de fer [« Die Hundegrenze »], trad. de  Matthieu Dumont, Arles, France, Actes Sud, coll. « Lettres allemandes », 2014, 80 p.  (ISBN 978-2-330-03713-0).